# AMD CrossFire
AMD CrossFire (também conhecido como CrossFireX) é uma marca para a tecnologia multi- GPU da AMD, originalmente desenvolvida pela ATI Technologies. A tecnologia permite que até quatro GPUs sejam usadas em um único computador para melhorar o desempenho gráfico.
A tecnologia associada usada em computadores móveis com placas gráficas externas, como em laptops ou notebooks, é chamada de AMD Hybrid Graphics.
A marca CrossFire foi aposentada pela AMD em setembro de 2017, porém a empresa continua a desenvolver e dar suporte à tecnologia para aplicativos DirectX 11. Para aplicações DirectX 12, a AMD tem a marca mGPU (também conhecida como multi-GPU), com a diferença de que os desenvolvedores de software devem criar perfis compatíveis com mGPU para suas aplicações, enquanto antes a AMD criava os perfis para aplicações DirectX 11.

## Configurações

### Primeira geração
O CrossFire foi disponibilizado ao público pela primeira vez em 27 de setembro de 2005. O sistema exigia uma placa-mãe compatível com CrossFire com um par de placas de vídeo ATI Radeon PCI Express (PCIe). As Radeon x800s, x850s, x1800s e x1900s vieram em uma edição regular e uma "CrossFire Edition" com capacidade "master" incorporada ao hardware. Capacidade “Master” é um termo usado para 5 chips extras de composição de imagem, que combinam a saída de ambas as placas. Era preciso comprar um cartão Mastercard e combiná-lo com um cartão comum da mesma série. A placa Master foi fornecida com um dongle DVI Y proprietário, que era conectado às portas DVI primárias em ambas as placas e ao cabodo monitor. Este dongle serve como o elo principal entre os dois cartões, enviando imagens incompletas entre eles e imagens completas para o monitor. As placas Radeon x1300 e x1600 de baixo custo não têm "CrossFire Edition", mas são habilitadas via software, com comunicação encaminhada pelos slots PCI Express padrão na placa-mãe. Atualmente, a ATI não criou a infraestrutura para permitir que placas FireGL sejam configuradas em uma configuração CrossFire. A placa de vídeo "escrava" precisava ser da mesma família da "mestre".
Um exemplo de limitação em relação à configuração de uma placa-mãe seria a implementação do CrossFire de primeira geração na Radeon X850 XT Master Card. Como ele usou um chip de composição da Silicon Image (SiI 163B TMDS), a resolução máxima em uma configuração X850 CrossFire foi limitada a 1600×1200 a 60 Hz, ou 1920×1440 a 52 Hz. Isso foi considerado um problema para proprietários de CRT que desejavam usar o CrossFire para jogar em altas resoluções, ou proprietários de monitores LCD widescreen. Como muitas pessoas encontraram uma daxa de atualização de 60 Hz com um CRT para forçar os olhos, o limite de resolução prática tornou-se 1280×1024, o que não impulsionou o CrossFire o suficiente para justificar o custo. A próxima geração do CrossFire, conforme empregada pelas placas X1800 Master, usou dois conjuntos de chips de composição e um dongle DVI Y de link duplo de densidade dupla personalizado para dobrar a largura de banda entre as placas, elevando a resolução máxima e a taxa de atualização para níveis muito mais altos.

### Segunda geração (Software CrossFire)
Quando usado com o chipset de placa-mãe "CrossFire Xpress 3200" da ATI, a placa "master" não é mais necessária para todas as placas "CrossFire Ready" (com exceção da série Radeon X1900). Com o CrossFire Xpress 3200, duas placas normais podem ser executadas em uma configuração Crossfire, usando o barramento PCI Express para comunicações. Isso é semelhante ao X1300 CrossFire, que também usa PCI Express, exceto que o Xpress 3200 foi construído para comunicação de baixa latência e alta velocidade entre placas gráficas. Embora o desempenho tenha sido afetado, essa mudança foi vista como uma melhoria geral na estratégia de mercado, porque os cartões Crossfire Master eram caros, tinham alta demanda e eram pouco disponíveis no varejo.
Embora o chipset CrossFire Xpress 3200 seja de fato capaz de realizar CrossFire através do barramento PCI Express para todas as séries Radeon abaixo da X1900, as acomodações de driver para esse método CrossFire ainda não se materializaram para a série X1800. A ATI disse que as futuras revisões do conjunto de drivers Catalyst conterão o que é necessário para o CrossFire sem dongle X1800, mas ainda não mencionou uma data específica.

### Terceira geração (CrossFireX)

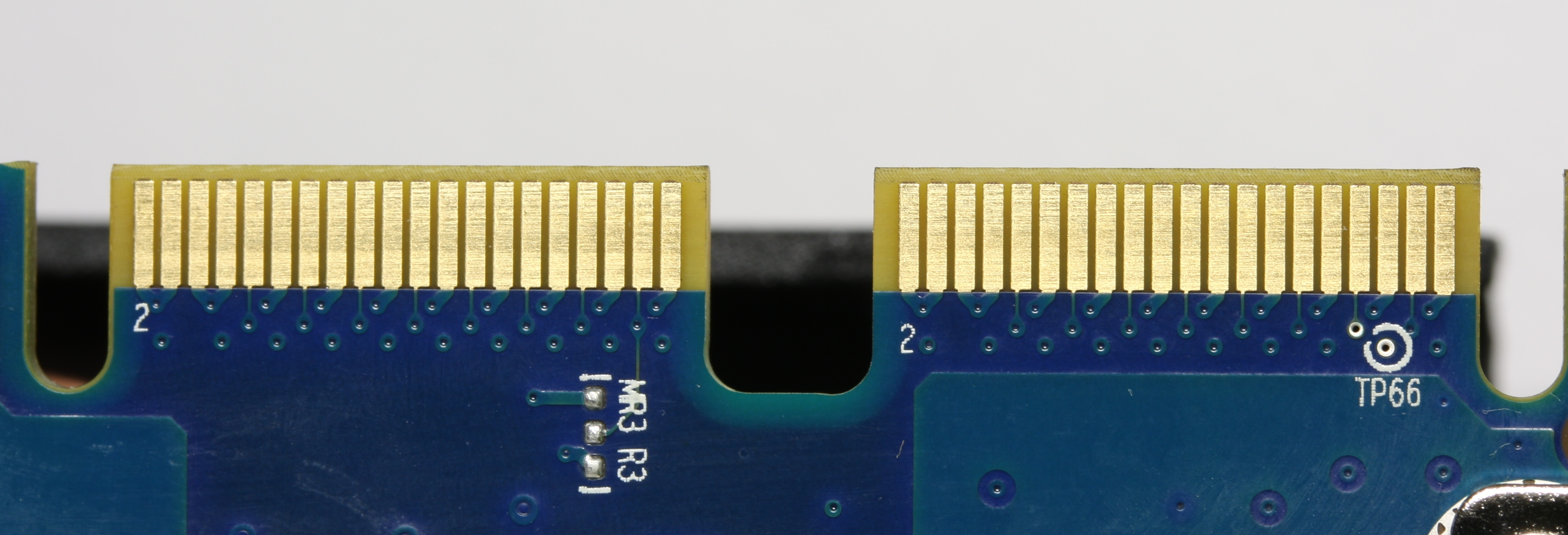
Uma conexão CrossFireX em uma placa gráfica

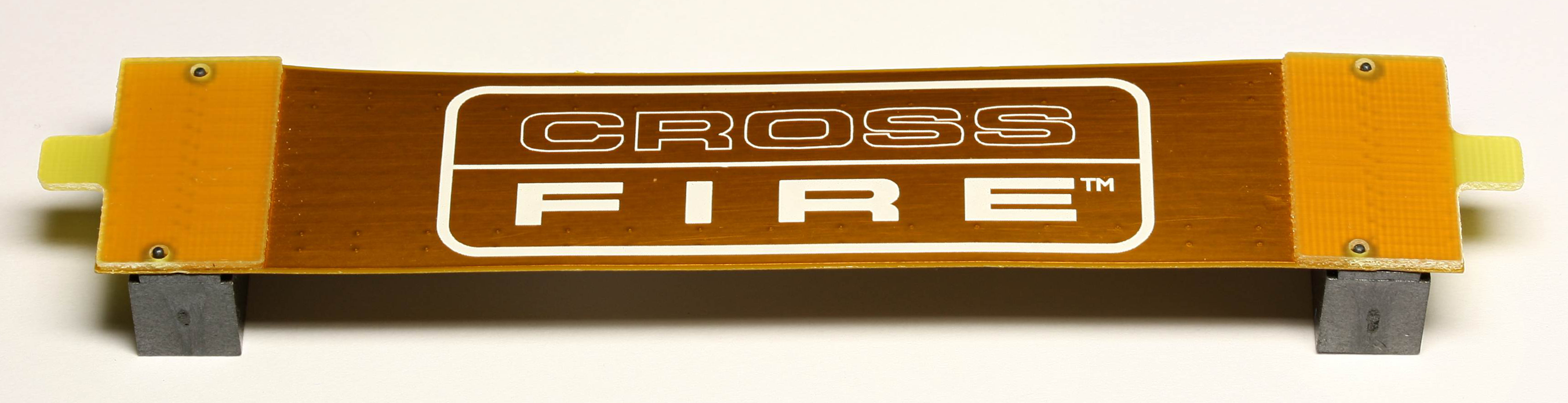
Vista superior

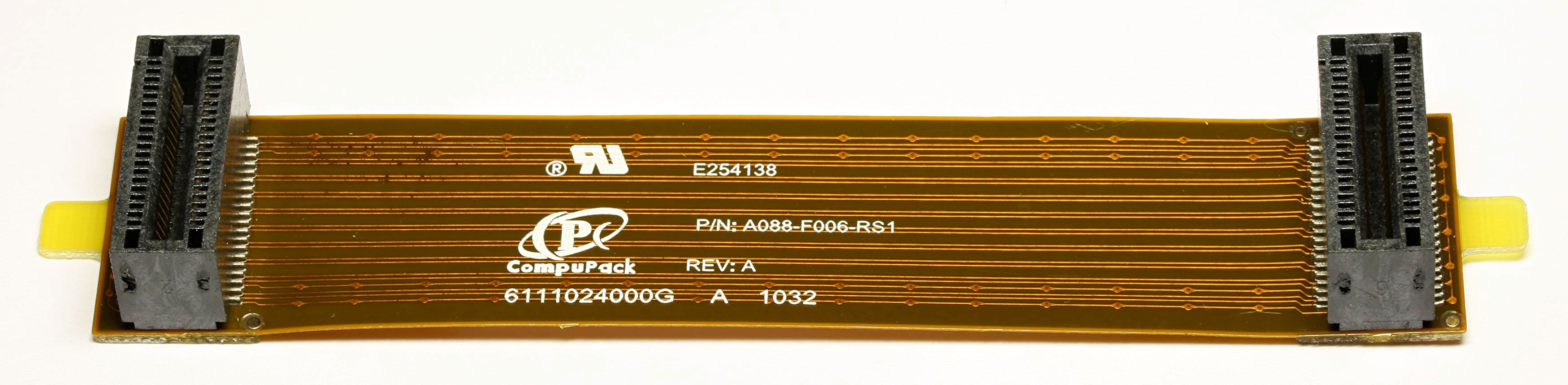
Vista inferior de uma interconexão de ponte CrossFireX

AMD CrossFireX e algumas GPUs R700, na série Radeon HD 4000

Com o lançamento da Radeon X1950 Pro (GPU RV570), a ATI revisou completamente a infraestrutura de conexão do CrossFire para eliminar ainda mais a necessidade de configurações anteriores de Y- dongle /placa mestre e placa escrava para que o CrossFire opere. O conector CrossFire da ATI (CrossFire Bridge Interconnect ou CFBI link) agora é um conector tipo fita conectado à parte superior de cada adaptador gráfico, semelhante às pontes SLI da nVidia, mas diferente em naturezas físicas e lógicas. Portanto, os Master Cards não existem mais e não são necessários para desempenho máximo. É possível usar dois dongles por placa; eles foram totalmente utilizados com o lançamento do CrossFireX. As placas Radeon HD série 2900 e HD 3000 usam os mesmos conectores de fita, mas a série HD 3800 de placas requer apenas um conector de fita, para facilitar o CrossFireX. Ao contrário das séries mais antigas de placas Radeon, diferentes placas da série HD 3800 podem ser combinadas no CrossFireX, cada uma com controle de clock separado.
Desde o lançamento da plataforma de desktop de codinome Spider da AMD em 19 de novembro de 2007, a configuração do CrossFire foi atualizada com suporte para no máximo quatro placas de vídeo com o chipset 790FX; a marca CrossFire foi então alterada para "ATI CrossFireX". A configuração, que, de acordo com testes internos da AMD, trará um aumento de desempenho de pelo menos 3,2x em vários jogos e aplicativos que exigem enormes capacidades gráficas do sistema do computador, é direcionada ao mercado entusiasta.
Um desenvolvimento posterior da infraestrutura CrossFire inclui duas GPUs com ponte PCI Express integrada, lançada no início de 2008, a Radeon HD 3870 X2 e, mais tarde, as placas de vídeo Radeon HD 4870 X2, apresentando apenas um conector CrossFire para escalabilidade de placa dupla e quatro GPUs. Ao usar duas GPUs no mesmo sistema, as portas HDMI nas GPUs não podem funcionar ao mesmo tempo.
Um gráfico de compatibilidade anterior do CrossFireX e do chipset é mostrado aqui: Os gráficos de compatibilidade mais recentes, de abril de 2014, mostram os chipsets AMD 890, 990 e A75 - e muitos chipsets Intel, incluindo os chipsets Z68 e X79 - como compatíveis com o CrossFireX; eles também mostram quais placas de GPU podem ser emparelhadas com uma ponte externa (as placas HD 7750, HD 5750, HD 4350, HD 4550, HD 4650, HD 4670 podem ser emparelhadas sem uma ponte externa, embora os gráficos também indiquem que alguns modelos fabricados por outras empresas que não a AMD ainda podem exigir a ponte).

### Quarta geração (XDMA)

XDMA pode ser semelhante ao AMD DirectGMA (Direct Graphics Memory Access) encontrado nas linhas de produtos das marcas AMD FirePro e Radeon Pro.

As placas de vídeo Radeon R9 290 e R9 290X (lançadas em 24 de outubro de 2013 e baseadas no Graphics Core Next 1.1 "Volcanic Islands"), bem como as GPUs que usam versões mais recentes do GCN, não têm mais portas de ponte. Em vez disso, eles usam XDMA para abrir um canal direto de comunicação entre as várias GPUs em um sistema, operando no mesmo barramento PCI Express que é usado pelas placas de vídeo AMD Radeon.
As pistas PCI Express 3.0 fornecem até 17,5 vezes mais largura de banda (15.754 GB/s para um slot ×16) quando comparado às pontes externas atuais (900 MB/s), tornando desnecessário o uso de uma ponte CrossFire. Assim, o XDMA foi selecionado para maiores demandas de largura de banda de interconexão de GPU geradas pelo AMD Eyefinity e, mais recentemente, pelos monitores de resolução 4K. A largura de banda do canal de dados aberto pelo XDMA é totalmente dinâmica, dimensionando-se junto com as demandas do jogo que está sendo jogado, bem como adaptando-se às configurações avançadas do usuário, como sincronização vertical (vsync).
Além disso, algumas placas mais novas são capazes de parear com placas da série 7000 baseadas na arquitetura Graphics Core Next 1.0 "Southern Islands". Por exemplo, uma placa R9-280X pode ser usada em uma configuração CrossFireX junto com uma placa HD 7970, em grande parte devido ao fato de serem o mesmo produto com diferentes taxas de clock.
GPUOpen oferece algum código-fonte licenciado pelo MIT para aplicativos DirectGMA com múltiplas GPUs AMD em conjunto com Direct3D 11, OpenGL e OpenCL: https://github.com/GPUOpen-LibrariesAndSDKs/DirectGMA_P2P

### Hybrid CrossFireX (dual graphics)
Há também um modo "híbrido" do CrossFireX que combina gráficos integrados usando a arquitetura AMD northbridge com placas gráficas selecionadas, para maior desempenho. A actual geração é chamada Hybrid CrossFireX e está disponível para placas-mãe com chipsets AMD integrados nas GPUs das séries 7 e 8, denominadas Hybrid CrossFireX.
Essa combinação resulta em economia de energia quando gráficos simples ou 2D são usados e aumentos de desempenho de 25% a mais de 200% em gráficos 3D em comparação ao uso de uma opção não CrossFire. Em março de 2012, parece que isso agora é chamado de "AMD Radeon Dual Graphics" e significa usar APUs da série A junto com placas de vídeo.

## Comparações com Nvidia SLI

### Semelhanças
Em alguns casos, o CrossFire não melhora o desempenho 3D; em alguns casos extremos, ele pode diminuir a taxa de quadros devido às particularidades da codificação de um aplicativo. Isso também é verdade para o SLI da Nvidia, já que o problema é inerente aos sistemas multi-GPU. Isso geralmente é observado ao executar um aplicativo em baixas resoluções.
Ao usar o CrossFire com AFR, a taxa de quadros subjetiva pode frequentemente ser menor do que a taxa de quadros relatada por aplicativos de benchmarking e pode até ser pior do que a taxa de quadros do seu equivalente de GPU única. Este fenômeno é conhecido como micro stuttering e também se aplica ao SLI, uma vez que é inerente às configurações multi-GPU. As configurações AMD CrossFireX e NVIDIA SLI exigem pontes e uma unidade de fonte de alimentação (PSU) capaz de fornecer energia suficiente para as GPUs. Plugue de alimentação de 6 pinos (75 watts, 3x12 volts + 3 fios terra, que estão se tornando raros agora), 8 pinos (150 watts, 6 pinos + 2 plugues de detecção adicionais) e 16 pinos (até 600 watts, 6x12 volts e 6 fios terra + 4 pinos de detecção) são comuns nas placas de vídeo atuais.

### Vantagens
O CrossFire pode ser implementado com placas de GPU da mesma geração e fabricação (isso é comparado ao SLI da Nvidia, que geralmente só funciona se todas as placas tiverem a mesma GPU e marca). Isso permite que compradores com orçamentos variados ao longo do tempo comprem placas diferentes e ainda obtenham os benefícios de desempenho aprimorado. Com as placas de última geração, elas só farão crossfire com outras placas em sua subsérie. Por exemplo, GPUs da mesma série podem fazer crossfire umas com as outras. Portanto, uma GPU da série 5800 (por exemplo, uma 5830) pode ser executada junto com outra GPU da série 5800 (por exemplo, 5870). No entanto, GPUs que não estão na mesma série 100 não podem fazer crossfire com sucesso (por exemplo, uma 5770 não pode ser executada com uma 5870). A única exceção é que as placas HD 7870 XT podem ser usadas com uma GPU da série HD 7900 (por exemplo, uma 7950) em uma configuração crossfire porque apresentam a mesma GPU.
As configurações AMD CrossFire e SLI permitem a execução de diversos monitores de tamanhos e resoluções variados. Tanto as configurações SLI quanto CrossFire permitem apenas até quatro monitores 8K (7680x4320) ou oito monitores 4K (3840x2160). Cada monitor requer sua própria placa de vídeo dedicada (exceto para 4K e HD padrão); nesse caso, até dois monitores podem estar em uma única placa de vídeo dedicada.

### Desvantagens
A principal desvantagem do CrossFire é que ele funciona apenas no modo de tela cheia, exigindo suporte extrínseco para software ou jogos quando executado no modo sem bordas/janela.
As implementações do CrossFire de primeira geração (as séries Radeon X800 a X1900) exigem um cabo Y/ dongle externo para operar no modo CrossFire, pois o barramento PCI Express não consegue fornecer largura de banda suficiente para executar o CrossFire sem perder uma quantidade significativa de desempenho.